# Savage Grace (Metal-Band)
Savage Grace ist eine US-amerikanische Speed- und Power-Metal-Band aus Los Angeles, Kalifornien, die im Jahr 1981 unter dem Namen Marquis De Sade gegründet wurde und sich 1988 auflöste. Seit dem Jahr 2009 ist die Band wieder aktiv.

## Gründung und Karriere
Die Band wurde im Jahr 1981 unter dem Namen Marquis De Sade gegründet und bestand aus dem Gitarristen Chris Logue, dem Bassisten Brian East, dem Schlagzeuger Dan Finch III und dem Sänger Kelly Rhoads, Bruder des ein Jahr später tödlich verunglückten Randy Rhoads. Im Sommer 1982 nahm die Band unter ihrem neuen Namen Savage Grace ein erstes Demo auf, wobei Dwight Cliff als neuer Sänger vertreten war. Das Lied Scepters of Deceit dieses Demos war im selben Jahr auf der Kompilation Metal Massacre II zu hören. Es schlossen sich Auftritte zusammen mit Exodus, Abattoir und Armored Saint an. Zu der Zeit kam John Birk als neuer Sänger zur Band, während mit Kenny Powell ein weiterer Gitarrist hinzu genommen wurde. Im Jahr 1983 erschien die selbstfinanzierte EP The Dominatress über Metal Blade Records. Die Band bestand hierauf aus dem Bassisten Brian East, dem Schlagzeuger Dan Finch III, den Gitarristen Chris Logue und Kenny Powell und Sänger John Birk. Nach einigen Auftritten, unter anderem zusammen mit Exodus und Slayer, verließen Birk und Powell die Band wieder. Birk hatte nur durch ein Radio-Interview der Band von seinem Ausscheiden erfahren. Powell gründete im Frühling 1984 die Band Omen. Im Frühsommer 1984 wurde Mike Smith als Ersatz für Birk präsentiert. Auf dem 1985er Debütalbum Master of Disguise war Mark Marshall (ex-Agent Steel) als neuer Gitarrist vertreten, nachdem Kurt Philips kurzzeitig in der Band die E-Gitarre gespielt hatte. Im Herbst 1985 spielte die Band auf dem Loreley-Festival erstmals in Deutschland, woran auch Gruppen wie Venom und Metallica teilnahmen. Hierbei war Smith bereits nicht mehr in der Band, weshalb Gitarrist Logue nun auch den Gesang übernahm. Schlagzeuger Finch verließ die Band etwas später aus gesundheitlichen Gründen und wurde durch Mark Marcum ersetzt. Im Jahr 1986 folgte das zweite Album After the Fall from Grace. Danach schloss eine Europatournee zusammen mit Heir Apparent an, wobei Savage Grace ihren Bassisten mit dieser Band tauschte, sodass Derek Peace als neues Mitglied für Brian East zur Band kam. Die Auftritte in Deutschland waren aufgrund der zu dieser Zeit stattfindenden Fußball-Weltmeisterschaft sehr schlecht besucht. Danach begann die Band ihre Arbeiten zum dritten Album, das jedoch nie erschien. Stattdessen veröffentlichte sie die EP Ride into the Night, da laut Logue nicht genügend Material für ein Album vorgelegen hätte. Auf der EP war unter anderem eine Coverversion von Deep Purples Burn enthalten. Im Jahr 1988 löste sich die Gruppe auf. Peace trat danach Heir Apparent wieder bei.

## Reunions
Im Jahr 2009 gründete Logue die Band mit einer komplett veränderten Besetzung neu. Da von seinen ehemaligen Bandkollegen niemand Interesse an einer Reunion hatte, stellte Oli Weinsheimer (Veranstalter Keep It True Festival) im Jahr 2009 den Kontakt zur deutschen Coverband Roxxcalibur her, die schon mehrmals bei Reunions im Line-Up ausgeholfen hatte. Im Jahr 2010 spielte die Band unter anderem in Athen auf dem The Hammers Festival und dem deutschen Keep It True. Mit dieser Besetzung war auch ein neues Savage Grace Album geplant, zu dem es aber nicht mehr kam, da Logue während der Vorbereitungen Gelder unterschlug und nach Vorliegen eines Haftbefehls Deutschland mit unbekanntem Ziel verlassen hat. Die bereits geschriebenen Songs erschienen daraufhin 2013 unter dem Bandnamen Masters of Disguise mit einem anderen Sänger.
2020 reaktivierte Logue die Band ein zweites Mal und holte den brasilianischen Gitarristen Kiko Shred als Unterstützung. Im Mai 2022 wurde bekannt, dass die Band ihr erstes Album seit der Reunion aufgenommen habe und auf der Suche nach einem Plattenvertrag sei. Produzent war Roland Grapow von Helloween. Zu diesem Zeitpunkt war die Band bereits für das Keepers of the Flame Festival in Mexiko als Headliner verpflichtet. Ende 2022 gaben Savage Grace einen Plattenvertrag mit Massacre Records an. Das erste Album unter Massacre Records, Sign of the Cross, ist Anfang Mai 2022 erschienen. Neben Logue und Kiko Shred sind weitere Musiker aus dem südamerikanischen Raum in der Bandbesetzung.

Chris Logue mit Savage Grave auf einem Konzert im Schwarzen Keiler in Stuttgart (2024)

 In dieser Besetzung spielt die Band Ende April und Mai 2024 einige Konzerte in Europa.

## Stil
Die Band gehört zu den ersten Vertretern des Speed-Metal-Bereichs. Auf ihrer EP The Dominatress spielte die Band klassischen Speed Metal, der mit Pause durchsetzt wurde. Den klassischen Speed-Metal-Stil setzte die Band auf ihrem Debütalbum Master of Disguise fort, wobei der Einsatz von Doublebass charakteristisch war, ehe die Gruppe auf dem zweiten Album eingängiger und melodischer wurde. Im Slayer-Fanzine wurde  Master of Disguise als melodischer Thrash Metal à la Omen bezeichnet. Auf ihrer EP Ride into the Night wurde die Band noch melodischer im Vergleich zum vorangegangenen Album.

## Diskografie
Alben
- 1985: Master of Disguise (Important Records)
- 1986: After the Fall from Grace (Black Dragon Records)
- 2023: Sign of the Cross (Massacre Records)

EPs
- 1983: The Dominatress (Metal Blade Records)
- 1987: Ride into the Night (Semaphore Records)
- 2010: The Lost Grace (Nuclear War Now! Productions)

Demos
- 1982: Demo 1982 (Eigenveröffentlichung)
- 1984: Demo 1984 (Eigenveröffentlichung)